# Trnavské automobilové závody
Trnavské automobilové závody, štátny podnik (slowakisch für Trnavaer Automobil-Werke, Staatsbetrieb; abgekürzt TAZ; bis 1990 Trnavské automobilové závody, národný podnik zu dt.: Trnavaer Automobil-Werke, Nationalbetrieb) ist ein aus dem Škoda-Konzern hervorgegangener Automobil- und Teilehersteller in Trnava in der Slowakei.

## Geschichte
Der Ursprung liegt in einer 1917 gegründeten Eisenschmelze. 1934 wurde die Produktion von elektrischen Haushaltsgeräten (zum Beispiel Waschmaschinen) und Kältetechnik aufgenommen. Die Automobilfertigung begann erst 1964 mit der Produktionsverlagerung von Teilen der Hersteller Praga und Tatra. Es wurden unter anderem die Getriebe der Škoda 1202 und die Achsen des Praga V3S gefertigt.

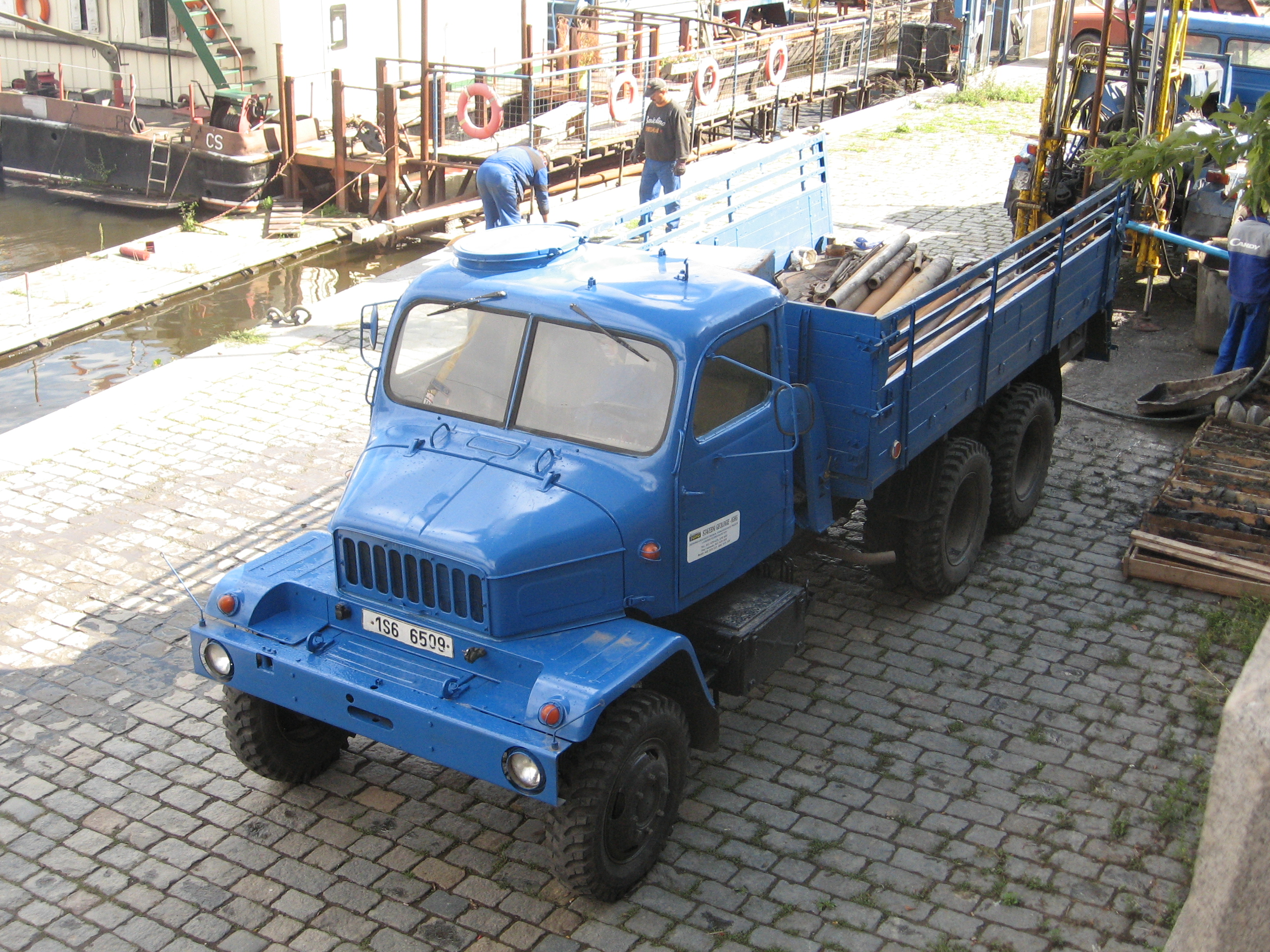
Praga V3S – die Achsen sind von TAZ
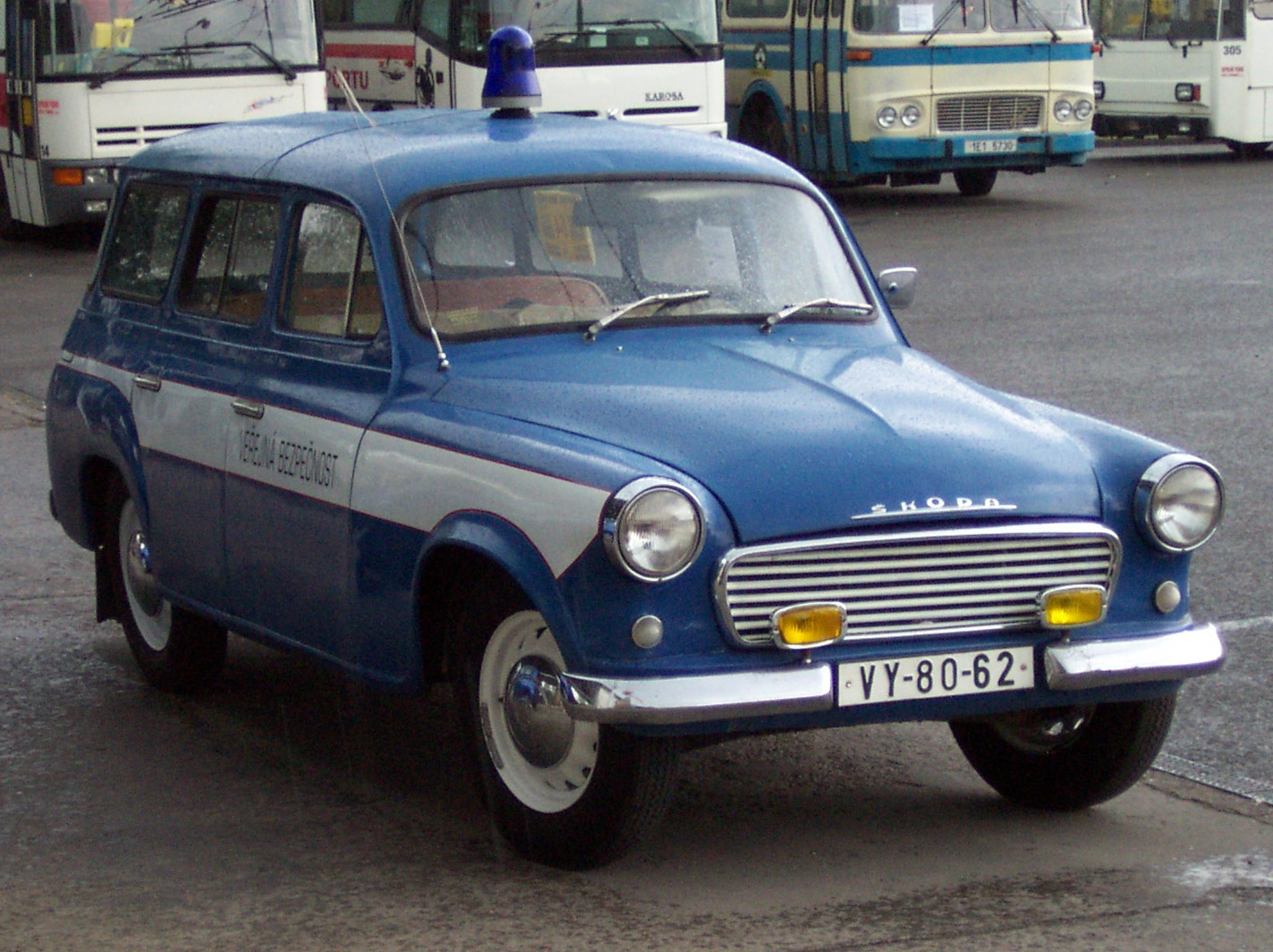
Škoda 1202 – das Getriebe stammt aus Trnava.
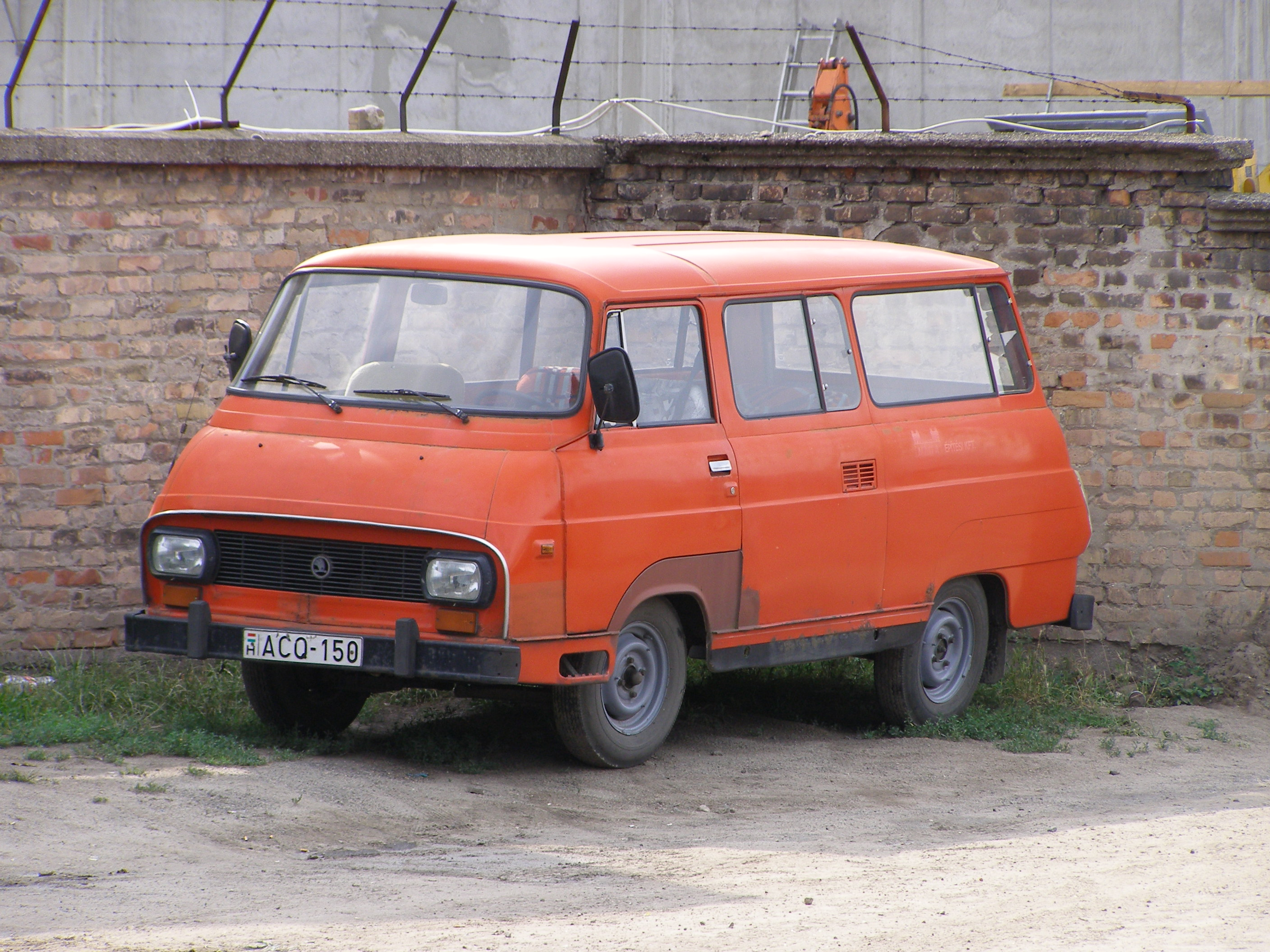
Škoda 1203 /TAZ 1500 – von 1981 bis 1999 in Trnava hergestellt.
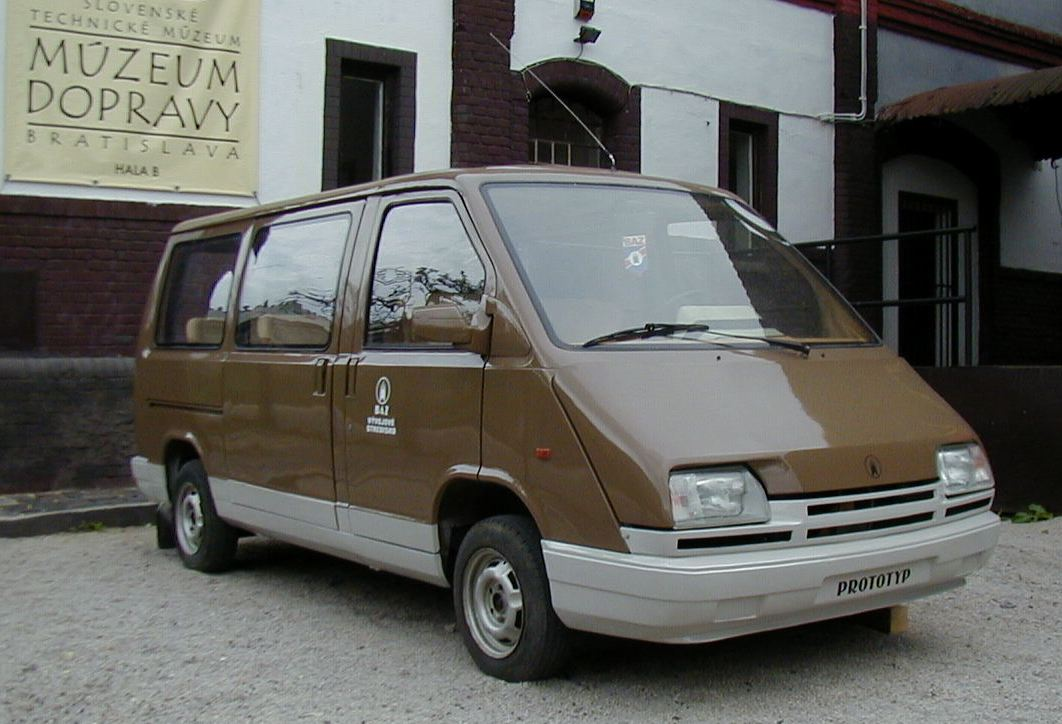
Der Prototyp BAZ MNA basiert auf der Plattform des Škoda Favorit und wurde im Werk Bratislava entwickelt, er sollte der Nachfolger des TAZ 1500 werden.

1973 wurden erste Fertigungsprozesse des seit 1968 im Werk Vrchlabí produzierten Kleintransporters Škoda 1203 nach Trnava verlagert. Ab 1981 erfolgte die Produktion ausschließlich dort. Dieser Transporter wurde nach der Teilung der Tschechoslowakei Škoda TAZ und am Ende nur TAZ 1203 genannt. 1993 wurde er durch den TAZ 1500 ersetzt.
Nach der Wende arbeitete TAZ auch an einem richtigen Nachfolgemodell. Obwohl es Prototypen gab, scheiterte das Projekt an Finanzierungsproblemen. Heute ist das Werk als ZF Sachs Slovakia a.s. eine Tochtergesellschaft von ZF Sachs.